# Апикомплексы
Апикомпле́ксы (лат. Apicomplexa), или споровики́ (лат. Sporozoa), — тип простейших из группы альвеолят (Alveolata). Все представители типа являются облигатными паразитами позвоночных и беспозвоночных животных. Общность плана строения апикомплекс наиболее отчётливо проявляется на стадии зоита и выражается в наличии специфического комплекса органелл — апикального комплекса. Покровы представлены характерной для альвеолят пелликулой. В жизненном цикле большинства представителей типа обнаружен половой процесс. У многих апикомплекс (кокцидий, гемоспоридий, пироплазмид, некоторых грегарин) по крайней мере часть жизненного цикла проходит внутри клеток хозяев.
Тип включает более 5000 видов, среди которых встречаются возбудители заболеваний человека и животных (малярийный плазмодий, токсоплазма, криптоспоридии).

## Жизненный цикл

Жизненный цикл споровиков, характерный для большинства кокцидий: 1 — зигота, 2 — формирование спорозоитов внутри спороцисты, 3 — инвазия клеток хозяина, мерогония, 4 — формирование макро и микрогамонтов, образование и слияние гамет

Разнообразие жизненных циклов апикомплекс чрезвычайно велико. Все стадии жизненного цикла, за исключением зиготы — гаплоидны. Далее представлена обобщенная (базовая) модель, характерная для многих кокцидий. 
Заражение хозяина обычно происходит при попадании в его организм экзогенных стадий жизненного цикла — спороцист. В кишечнике хозяина из спороцист выходят спорозоиты, которые проникают в клетки кишечного эпителия. Внутри клетки хозяина паразит (на данном этапе обычно обозначаемый как трофозоит) начинает активно питаться и расти, после чего преобразуется в меронт и приступает к бесполому размножению, проходящему по типу множественного деления — мерогонии. Образовавшееся в результате потомство — мерозоиты могут вновь заражать другие клетки хозяина и проходить мерогонию. Обычно такой цикл повторяется несколько раз.
Следующая стадия жизненного цикла споровиков связана с подготовкой к половому процессу. После очередного деления мерозоиты  дают начало макрогамонтам и микрогамонтам, в которых соответственно развиваются макро и микрогаметы. Последние несут жгутики и имеют меньшие размеры. Слияние гамет обычно происходит по типу анизогамии. Образующаяся зигота (ооциста) претерпевает редукционное деление (спорогония) преобразуясь в спороцисту, которая выводится во внешнюю среду для заражения других особей. 
В отличие от кокцидий, подавляющее большинство грегарин паразитирует внеклеточно. Экзогенной стадией обычно является ооциста, выходящие из неё спорозоиты прикрепляются передним концом к эпителию хозяина. Характерным отличием жизненного цикла грегарин так же является образование сизигия — объединение гамонтов перед началом гаметогенеза, их совместное инцистирование и формирование стадии гаметоцисты, под покровами которой проходит гаметогенез.
В качестве основных модификаций жизненного цикла споровиков можно выделить утрату стадии мерогонии (характерно для многих грегарин), а также развитие в нескольких хозяевах (широко распространено среди кровяных споровиков и кокцидий).

## Строение зоитов

Структура споровика: 1 — полярное кольцо, 2 — коноид, 3 — микронемы, 4 — роптрии, 5 — клеточное ядро, 6 — ядрышко, 7 — митохондрия, 8 — заднее кольцо, 9 — альвеолы, 10 — аппарат Гольджи, 11 — микропора

Зоит представляет собой узкую клетку с крупным ядром, покрытую трёхмембранной пелликулой. Наружная мембрана непрерывна, две внутренние прерываются в области микропоры, предположительно выполняющей функции клеточного рта.
Характерной особенностью зоитов является апикальный комплекс, состоящий из коноида, роптрий и микронем. Коноид — это усечённый конус из микротрубочек, расширяющийся вглубь, участвующий у многих споровиков в процессе проникновения через покровы инфицируемой клетки, а также, возможно, в процессе питания некоторых грегарин. Роптриями называют органеллы, заполненные содержимым, растворяющим покровы клетки и тем облегчающим проникновение зоита внутрь. Роль микронем, предположительно, заключается в синтезе веществ, дополняющих секрет роптрий.

## Классификация
В пределах типа выделяются следующие таксоны:
- класс Conoidasida Levine, 1988
  - подкласс Coccidiasina Leuckart, 1879 — Кокцидии
  - подкласс Gregarinasina Dufour, 1828 — Грегарины
- класс Aconoidasida Mehlhorn, Peters & Haberkorn, 1980
  - отряд Haemospororida Danilewsky, 1885 — Гемоспоридии
  - отряд Piroplasmorida Wenyon, 1926 — Пироплазмиды

Иногда в состав споровиков включают в качестве класса группу свободноживущих жгутиконосцев Colpodellea, также обладающих полноценным апикальным комплексом, участвующем, однако, в процессе питания данных протистов, а не в проникновении в клетку хозяина. Данный таксон также часто рассматривают в качестве возможной предковой формы всех остальных апикомплекс.

## Прикладное значение
Роль споровиков определяется их паразитическим образом жизни. К этому типу относятся возбудители ряда болезней человека (малярия, токсоплазмоз, кокцидиоз, саркоцистоз) и животных (кокцидиоз, бабезиоз).